# Lucky Strike

Logo

Lucky Strike – jedna z najstarszych marek wyrobów tytoniowych na świecie. Należy do koncernu British American Tobacco. Papierosy tej marki są sprzedawane w ponad 80 krajach świata.

## Tytoń
Tytoń do produkcji Lucky Strike mieszany jest z trzech typów tytoniu:
- Virginia – uprawianego w USA (Wirginia, Georgia, Floryda, Karolina Północna i Karolina Południowa), a także w południowej Brazylii i Zimbabwe.
- Burley – uprawianego w centralnych stanach USA, Malawi, Ugandzie i Mozambiku.
- Oriental – uprawianego na Bałkanach, w Turcji i Bliskim Wschodzie[2].

## Historia

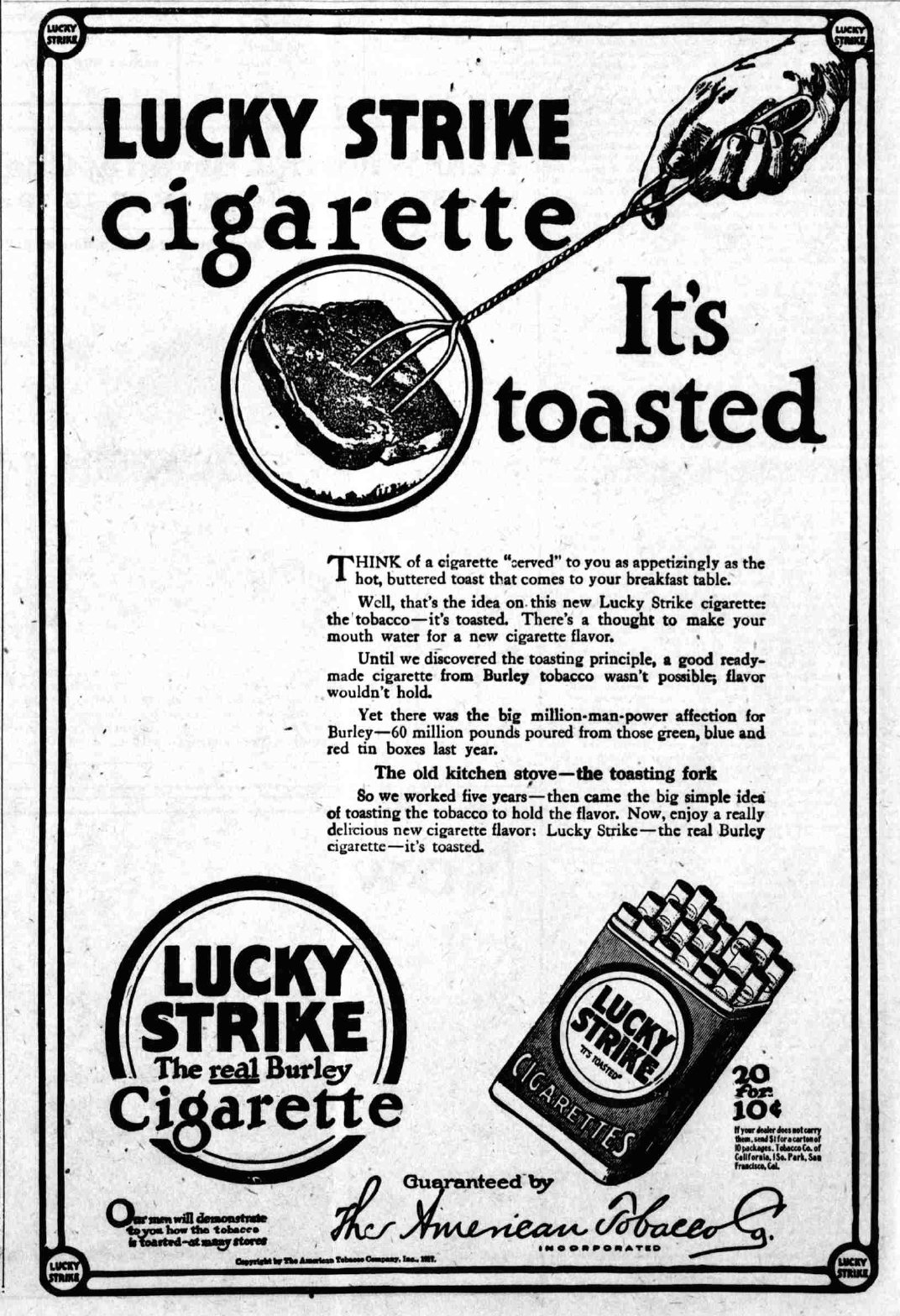
Lucky strike. It's toasted.

Receptura papierosów Lucky Strike została opracowana przez R. A. Pattersona w 1871 roku. W 1916 r. British American Tobacco zaprezentowało gotową, zieloną paczkę papierosów. Jej barwę zmieniono w 1942 r. na białą (rzekomo z uwagi na to, iż barwnikiem była zieleń chromowa, zaś chrom był niezbędny dla produkcji wojennej). Logo marki opracował amerykański projektant przemysłowy Raymond Loewy (zaprojektował także logotypy m.in. Coca-Coli oraz Shella).
Lucky Strike zdobyły ugruntowaną pozycję na rynku i popularność. Do palenia Lucky Strike’ów przyznał się m.in. gitarzysta Jimi Hendrix.
Były one także rozdawane amerykańskim żołnierzom w czasie II wojny światowej w ramach przydziału.
W 1917 r. dodano slogan „It’s Toasted”, który nadal widnieje na paczkach. Kolejnym hasłem reklamowym było L.S./M.F.T (Lucky Strike Means Fine Tobacco). W latach 2000–2005 Lucky Strike było tytularnym sponsorem zespołu British American Racing w Formule 1. W 2013 roku koncern zmienił logo.

## Warianty
- Lucky Strike red 20
- Lucky Strike blue 20
- Lucky Strike red 22
- Lucky Strike blue 22
- Lucky Strike red 20 (bez dodatków)
- Lucky Strike blue 20 (bez dodatków)
- Lucky Strike double click cold 20
- Lucky Strike double click red zone 20
- Lucky Strike switch 20
- Lucky Strike fresh 20
- Lucky Strike double click Wild/Minty
- Lucky Strike double click Spearmint/Menthol
- Lucky Strike double click Spearmint/Lemon